# Lucy Powell
Lucy Maria Powell (ur. 10 października 1974 w Manchesterze) – brytyjska polityczka, członkini Partii Pracy. Od 2024 przewodnicząca Izby Gmin oraz lord przewodniczący Rady. Od 2012 posłanka do Izby Gmin.

## Życiorys
Urodziła się i wychowała w Manchesterze. Z wykształcenia jest chemiczką. Odbyła studia pierwszego stopnia w Somerville College na Uniwersytecie Oksfordzkim, zaś studia magisterskie w King’s College w Londynie. W czasie studiów wstąpiła do Partii Pracy i w była zaangażowana w jej kampanię przed wyborami parlamentarnymi w 1997. Następnie była asystentką laburzystowskiej parlamentarzystki Beverley Hughes. Później pracowała dla Britain in Europe (organizacji działającej, m.in. na rzecz przystąpienia Zjednoczonego Królestwa do strefy euro i ratyfikacji traktatu konstytucyjnego) oraz w Narodowym Fundusz na rzecz Nauki, Technologii i Sztuki (NESTA). 
W 2010 po raz pierwszy kandydowała do Izby Gmin. Przegrała wówczas wybory w okręgu Manchester Withington z Johnem Leechem, kandydatem Liberalnych Demokratów (uzyskała 40,5% głosów, wobec 44,6% oddanych na zwycięzcę). Następnie kierowała kampanią Eda Milibanda, który ubiegał się o funkcję lidera Partii Pracy. Po jego zwycięstwie w wewnątrzpartyjnych wyborach, stanęła na czele zespołu doradców nowego lidera. W listopadzie 2012, po rezygnacji Tony'ego Lloyda z mandatu parlamentarnego, z powodzeniem kandydowała w wyborach uzupełniających w okręgu Manchester Central. Uzyskiwała reelekcje poselskie z tego okręgu, w latach: 2015, 2017, 2019 i 2024.
Od 2013 wchodziła w skład gabinetów cieni kierowanych przez Eda Milibanda i Harriet Harman. Sprawowała w nich funkcje wiceministra edukacji (ministra stanu), a następnie ministra w urzędzie gabinetu. Była też zastępczynią Douglasa Alexandra, szefa kampanii laburzystów przed wyborami parlamentarnymi w 2015. Po objęciu przywództwa w partii przez Jeremy'ego Corbyna, została  ministrem edukacji w utworzonym przez niego gabinecie cieni. Zrezygnowała z tego stanowiska w czerwcu 2016, po referendum w sprawie wystąpienia Wielkiej Brytanii z Unii Europejskiej – w proteście przeciwko sposobowi kierowania partią przez Corbyna. Powróciła do gabinetu cieni, w okresie pełnienia funkcji lidera Partii Pracy przez Keira Starmera. Była wówczas ministrem ds. mieszkalnictwa (2021), ministrem cyfryzacji, kultury, mediów i sportu (2021–2023) oraz przewodniczącą Izby Gmin (od 4 września 2023).
Po wygranych przez Partię Pracy wyborach parlamentarnych w 2024, weszła w skład gabinetu Keira Starmera – jako przewodnicząca Izby Gmin i lord przewodniczący Rady.
Jest zamężna z lekarzem Jamesem Williamsonem, z którym ma dwoje dzieci. Wspólnie wychowują również syna jej męża z pierwszego małżeństwa. Mieszka w Manchesterze.